# Asperula mazanderanica
Asperula mazanderanica är en måreväxtart som beskrevs av Friedrich Ehrendorfer. Asperula mazanderanica ingår i släktet färgmåror, och familjen måreväxter.
Artens utbredningsområde är Iran. Inga underarter finns listade i Catalogue of Life.